# NFEPP
NFEPP (N- (3-fluoro-1-phenethylpiperidin-4-yl) - N -phenylpropionamide) là một hóa chất opioid giảm đau, có cấu trúc tương tự fentanyl, được thiết kế vào năm 2016 bởi Spahn et al. từ Đại học Tự do Berlin  để tránh các tác dụng phụ tiêu cực của thuốc phiện, bao gồm quá liều opioid, chỉ bằng cách nhắm mục tiêu mô bị viêm.

## Mô bị viêm
Mô bị viêm có giá trị pH thấp hơn (~ 5-7) so với mô không bị viêm (7.4). Thông qua mô phỏng máy tính, các nhà khoa học tìm ra cách tạo ra chất tương tự fentanyl chỉ ảnh hưởng đến mô bị viêm thông qua việc bổ sung flo vào cấu trúc hóa học. Trong thí nghiệm, người ta đã chứng minh rằng NFEPP tạo ra thuốc giảm đau hạn chế chấn thương ở chuột với các loại đau viêm khác nhau mà không có tác dụng thuốc phiện điển hình, bao gồm ức chế hô hấp, an thần, táo bón và hành vi tìm kiếm hóa chất.
Do đó, NFEPP có khả năng làm giảm nghiện opioid và sự phụ thuộc, vì không có tác dụng đối với người dùng không thực sự bị đau, vì hóa chất không tương tác với mô não không bị viêm.